# Yamaha Y8950
De Y8950, ook bekend als MSX-AUDIO, is een geluidschip uit de Yamaha OPL-reeks en zeer sterk verwant is aan de YM3526 en verkrijgbaar in een 64-pinsbehuizing.
Deze chip was een uitbreidingsoptie voor de MSX en is identiek aan de YM3526 met als toegevoegde mogelijkheid om ADPCM-samples af te spelen. De hieraan nagenoeg gelijkwaardige YM2413 was niettemin meer populair.
De chip was relatief duur en is nooit standaard opgenomen in een MSX 2-computer. De chip werd enkel als uitbreidingsoptie aangeboden, onder andere door:
- Panasonic: MSX-AUDIO[1]
- Philips: Music Module (met MIDI UART)[2]
- Toshiba: MSX FM-synthesizer Unit[1]